# Diplocephalus procer
Diplocephalus procer är en spindelart som först beskrevs av Simon 1884.  Diplocephalus procer ingår i släktet Diplocephalus och familjen täckvävarspindlar. Inga underarter finns listade i Catalogue of Life.